# Hiʻiaka (mythologie)
Pour les articles homonymes, voir Hiʻiaka.

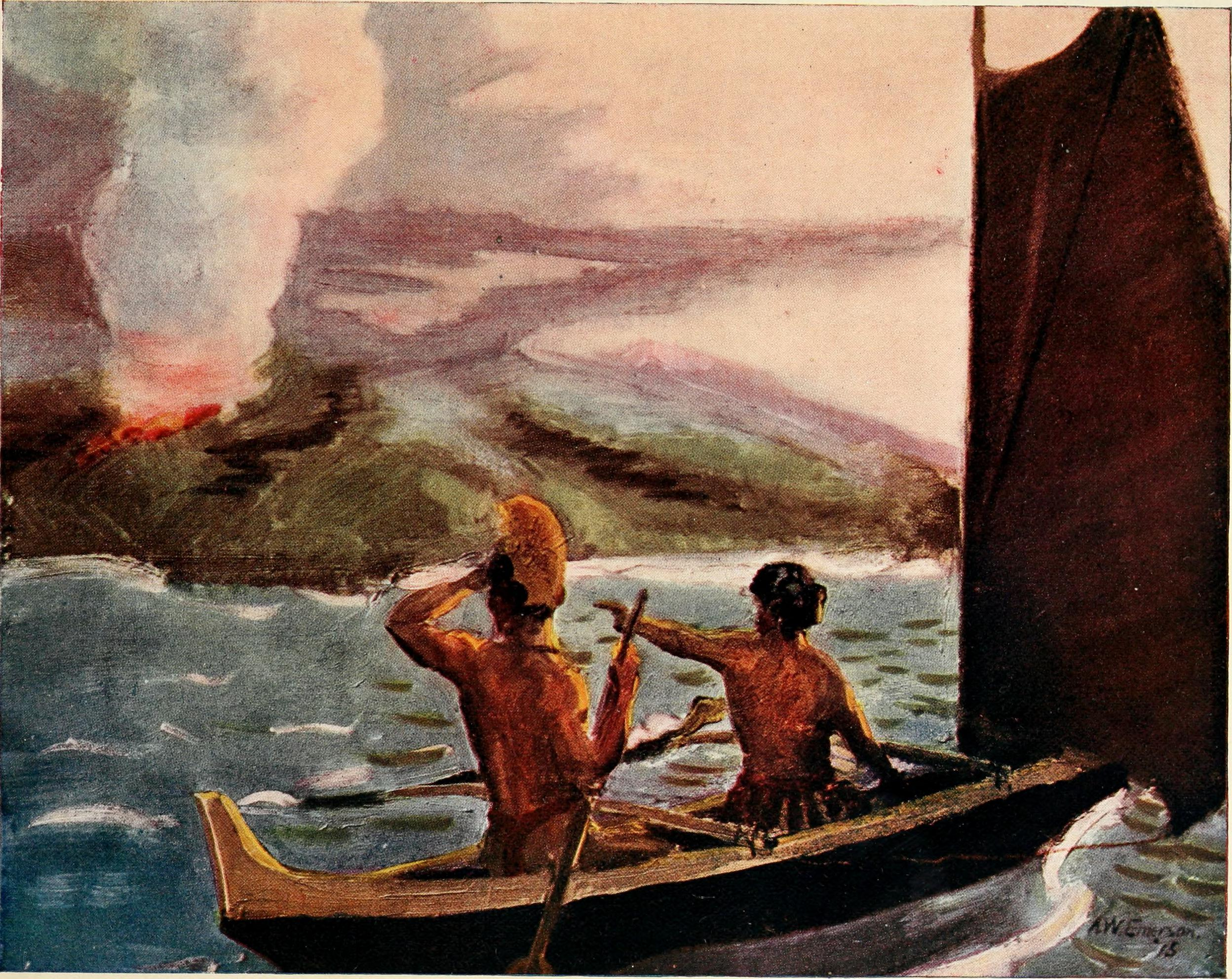
Pélé et sa soeur Hi'iaka, illustration de 1915

Dans la mythologie hawaïenne, Hiʻiaka est une fille d'Hauméa et de Kāne Milohai. Elle est la déesse patronne de Hawaï, des danseurs de hula, du chant, de la sorcellerie et de la médecine,. Les hiboux sont ses messagers et lui sont sacrés. Son nom signifie « a porté l'oeuf » en référence à la légende selon laquelle elle aurait été amenée à Hawaï par sa sœur Pélé.
Sa lignée familiale a pour charge de porter les nuages, fournissant de la pluie, du tonnerre et des éclairs depuis les tempêtes produites par les volcans de Pélé. Hiʻiaka vit dans un bosquet d'arbres Lehua qui lui sont sacrés et où elle passe elle passe ses journées à danser avec les esprits de la forêt.
Hiʻiaka est conçue à Tahiti, mais transportée sous forme d'œuf à Hawaï par Pélé, qui gardait l'œuf avec elle à tout moment pour l'incuber. De là, elle gagne son nom complet, Hiʻiaka-i-ka-poli-o-Pele: "Hiʻiaka dans le sein de Pélé". Elle est la sœur préférée et la plus fidèle de Pélé.
Hiʻiaka, satellite de la planète naine Hauméa, porte son nom.